# Узунчаршилы, Исмаил Хаккы
Исмаил Хаккы Узунчаршилы (тур. İsmail Hakkı Uzunçarşılı; 23 августа 1888, Эюп, Стамбул — 10 октября 1977, Стамбул) — турецкий историк-османист.

## Биография
Родился 23 августа 1888 года в стамбульском квартале Эюп в семье Мехмета Латифа и его жены Ратибе-ханым.
В 1910 году поступил в Стамбульский университет. Среди его университетских преподавателей были: Ахмет Мидхат, Абдуррахман Шереф, Али Экрем, Мехмет Акиф, Измирли Исмаил Хаккы, Филибели Ахмад Хильми и Хамдуллах Супхи. Затем в течение 8 лет преподавал в лицее Кютахья. С февраля по ноябрь 1922 года преподавал в лицее Кастамону.
В 1927 году был избран членом Великого национального собрания Турции, переизбирался вплоть до 1950 года, когда республиканская народная партия проиграла выборы демократической.
Умер 10 октября 1977 года. Похоронен на кладбище Эдирнекапы.